# Conselho de Flandres

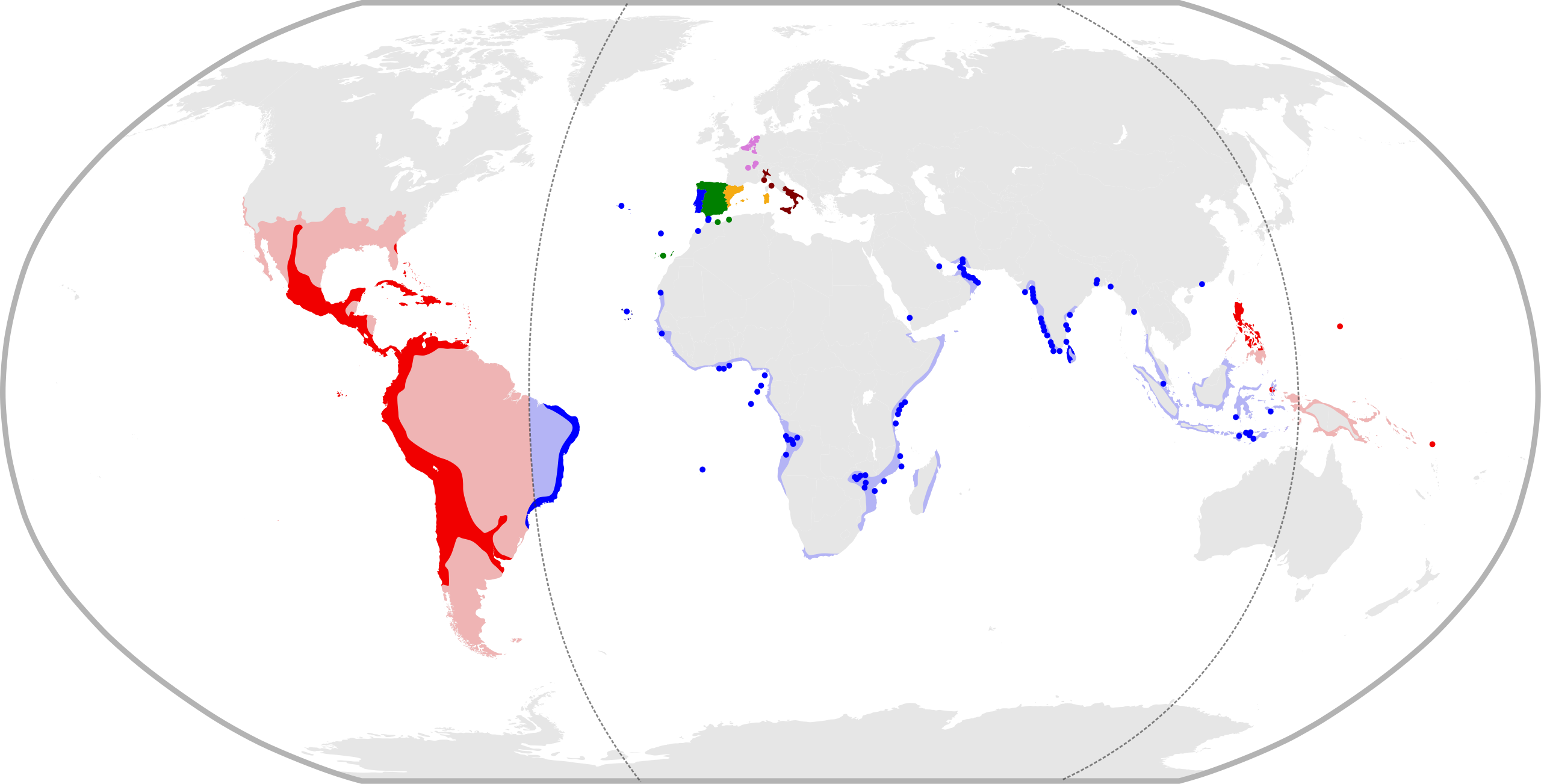
Mapa do Império Hispano-Português em 1598.
Territórios administrados pelo Conselho de Castela
Territórios administrados pelo Conselho de Aragão
Territórios administrados pelo Conselho de Portugal
Territórios administrados pelo Conselho da Itália
Territórios administrados pelo Conselho das Índias
Territórios nomeados para o Conselho de Flandres

O Conselho Supremo de Flandres e Borgonha (Consejo Supremo de Flandes y Borgoña (ou seja, Flandres e Borgonha), ou simplesmente Conselho de Flandres) era uma instituição governamental do Império Espanhol responsável por aconselhar o rei da Espanha sobre o exercício de suas prerrogativas nos Países Baixos Espanhóis. Esse território compreendia a maioria dos estados modernos da Bélgica e Luxemburgo, bem como partes do norte da França, do sul da Holanda e do oeste da Alemanha, particularmente no que diz respeito às nomeações eclesiásticas, à nomeação de altos oficiais, perdões reais, além de prêmios de honras como cavaleiros e títulos de nobreza.

## História
O Conselho de Flandres foi fundado pela primeira vez em 1588, sob Filipe II, mas foi dissolvido com sua morte, quando a soberania dos Países Baixos Espanhóis passou para Alberto VII da Áustria, governando em nome de sua esposa, a Infanta Isabel. O conselho foi restabelecido em 1627 sob Filipe IV. Foi finalmente abolido em 1702.
O arquivo da instituição encontra-se no Arquivo Geral de Simancas.

## Membros
Quando reinstituído em 1627, o conselho deveria ser composto por seis membros coadjuvados por dois secretários. Três dos membros deveriam ser juristas e três membros da alta nobreza, sendo pelo menos um membro natural dos Países Baixos e um dos nobres atuando como presidente. O conselho raramente estava com força total.

### Presidentes
- Diego Felipez de Guzmán, 1º Marquês de Leganés, 1628-1653
- Filippo Spinola, 2º Marquês de Balbases, 1653-1659
- Antonio Sancho Dávila de Toledo y Colonna, 1660-1666

### Secretários
- Gabriel de Roy, knight, 1627-1645
- Jean Hernart, 1627-1631
- Juan Osvaldo de Brito, 1628-1637
- Jacques Brecht, 1638-1660
- Jean Vecquer, or Weckert, 1660-1673

### Conselheiros
- Jean de Croÿ, Conde de Solre, 1627-1640
- Pieter Roose, 1630-1632
- Jean de Gaverelles, 1633-1645
- Robert van Asseliers, 1639/40—1652
- Antoon De Vulder, 1639/40-1644
- Antoine Brun, 1642-1654
- Michel de Coxie, Cavaleiro, 1652-1660
- Boudewijn Van der Piet, 1652-1658
- Aurele Augustin Van Male, 1660-1662
- Charles de Watteville, 1660-1670
- Koenraad Van der Brughen, 1661-1662
- Jean-Antoine Locquet, 1º Visconde de Hombeke, 1663-1669
- Jean-Baptiste de Brouchoven, Conde de Bergeyck, 1663-1681
- Simon de Fierlant, 1663-1668
- Esteban de Gamarra y Contreras, 1663-1671